# Starry Sky
Starry★Sky, также сокращённо Sta★Ska (яп. スタ★スカ)? — ориентированный на женскую аудиторию визуальный роман, созданный компанией Honeybee в 2009 году. Всего было выпущено четыре части игры по три любовных линии в каждой.
Игра была хорошо воспринята аудиторией, и уже в процессе выхода стало известно о планах по созданию аниме-сериала на её основе. Начиная с 23 декабря 2010 года онлайн-трансляция эпизодов проходит на сайте Animate.tv. В феврале-апреле 2011 года сериал показан на японском телеканале Sun TV.

## Сюжет
Сюжет повествует о Цукико Яхисе, первой девушке-студенте Академии Сэйгецу, специализирующейся на изучении астрономии. На протяжении четырёх игр она знакомится с молодыми людьми, каждый из которых «представляет» своё зодиакальное созвездие.
Одна из восьми игр, в свою очередь, обозначает определённый сезон (весна, лето, осень и зима соответственно):
- Starry☆Sky~in Spring~[2]
- Starry☆Sky~in Summer~[3]
- Starry☆Sky~in Autumn~[4]
- Starry☆Sky~in Winter~[5]